# Westerland (stacja kolejowa)
Westerland – stacja kolejowa w Westerland, dzielnicy gminy Sylt na wyspie Sylt, w kraju związkowym Szlezwik-Holsztyn, w Niemczech. Znajdują się tu 2 perony.